# Marta Martin (Schauspielerin, 1966)
Marta Alicia Martin (* 10. September 1966 in Medina, Ohio) ist eine US-amerikanische Schauspielerin.

## Leben
Martin ist die Tochter einer mexikanischen Mutter und eines US-amerikanischen Vaters und hat drei Geschwister.
Ihr erster größerer Erfolg war die Rolle der Judy im Film Mindwarp (1992), in dem sie an der Seite von Bruce Campbell zu sehen ist. Etliche Fernsehauftritte in Serien folgten, wie etwa in Zeit der Sehnsucht (1993), Mord ist ihr Hobby (1995), Ned & Stacey (1995), JAG – Im Auftrag der Ehre (1995), Palm Beach-Duo (1996), Diagnose: Mord (1997), Players (1997), Team Knight Rider (1998), Dharma & Greg (1998), New York Cops – NYPD Blue (1994/1999), Without a Trace – Spurlos verschwunden (2003), CSI: Miami (2004) und CSI: Vegas (2002/2010).
Weitere Filme, in denen sie spielte, sind Monday Morning (1990), Body Chemistry – Tödlicher Engel (1995), Skills Like This (2007), Christmas in Paradise (2007) und Star Trek (2009).
Martin ist mit dem Songschreiber und Musikproduzenten Shawn Amos verheiratet und hat mit ihm zusammen zwei Kinder.

## Filmografie (Auswahl)
- 1990: Monday Morning
- 1992: Mindwarp
- 1993: Zeit der Sehnsucht (Days of Our Lives, Fernsehserie, vier Folgen)
- 1994/1999: New York Cops – NYPD Blue (NYPD Blue, Fernsehserie, zwei Folgen)
- 1995: Mord ist ihr Hobby (Murder, She Wrote, Fernsehserie, eine Folge)
- 1995: Body Chemistry – Tödlicher Engel (Body Chemistry 4: Full Exposure)
- 1995: Ned & Stacey (Ned and Stacey, Fernsehserie, zwei Folgen)
- 1995: JAG – Im Auftrag der Ehre (JAG, Fernsehserie, eine Folge)
- 1996: Palm Beach-Duo (Silk Stalkings, Fernsehserie, eine Folge)
- 1997: Diagnose: Mord (Diagnosis Murder, Fernsehserie, eine Folge)
- 1997: Players (Fernsehserie, zwei Folgen)
- 1998: Team Knight Rider (Fernsehserie, zwei Folgen)
- 1998: Dharma & Greg (Fernsehserie, eine Folge)
- 1999: Alabama Dreams (Any Day Now, Fernsehserie, eine Folge)
- 2002/2010: CSI: Vegas (CSI: Crime Scene Investigation, Fernsehserie, zwei Folgen)
- 2003: Without a Trace – Spurlos verschwunden (Without a Trace, Fernsehserie, eine Folge)
- 2004: CSI: Miami (Fernsehserie, eine Folge)
- 2006: Brothers & Sisters (Fernsehserie, eine Folge)
- 2007: Skills Like This
- 2007: Shark (Fernsehserie, eine Folge)
- 2007: Christmas in Paradise (Fernsehfilm)
- 2009: Star Trek